# Erich Fähling

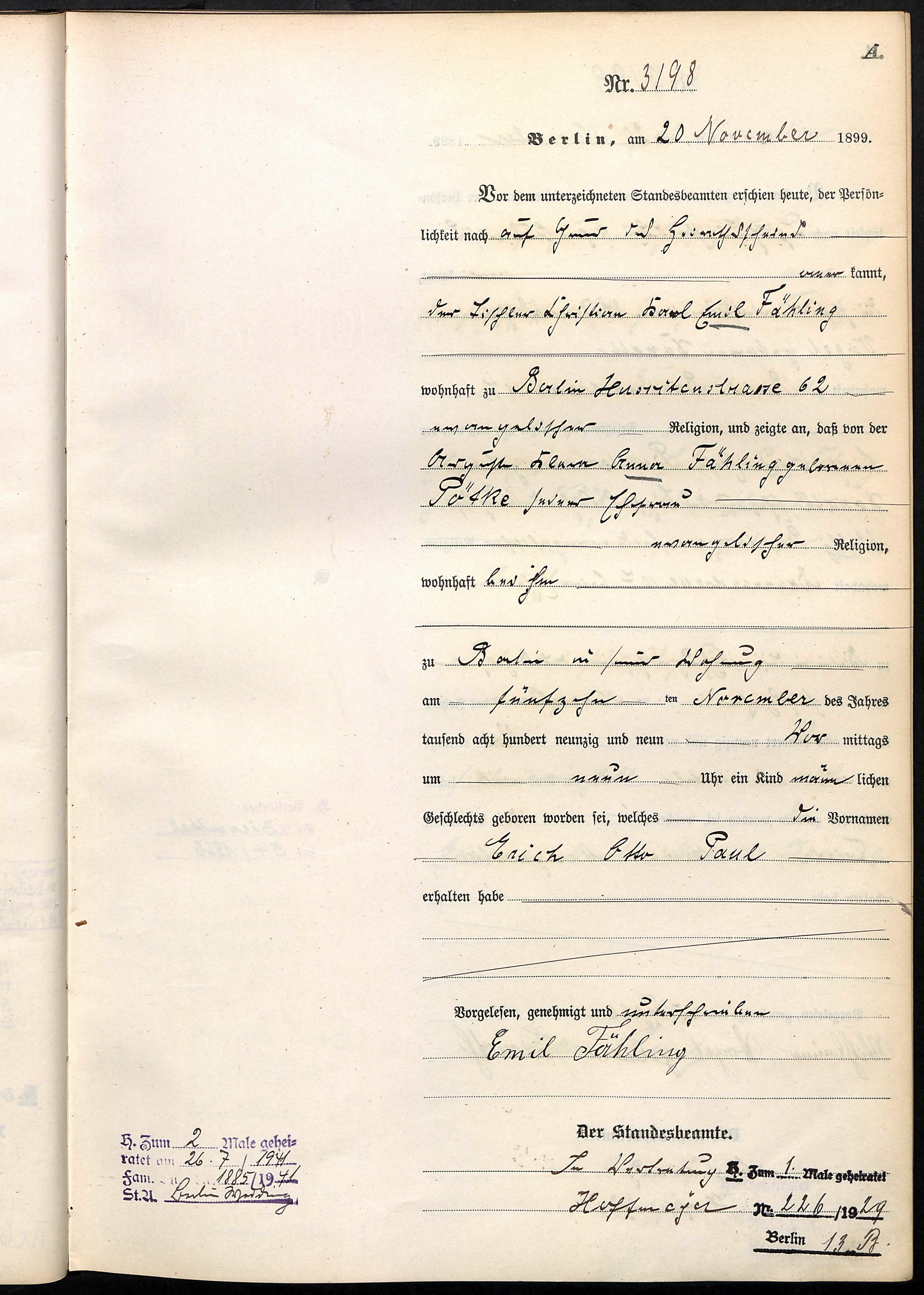
Geburtsurkunde von Erich Fähling

Erich Fähling (* 15. November 1899 in Berlin; † 20. Dezember 1981 in Berlin) war ein deutscher Kommunist und Widerstandskämpfer gegen den Nationalsozialismus.

## Leben

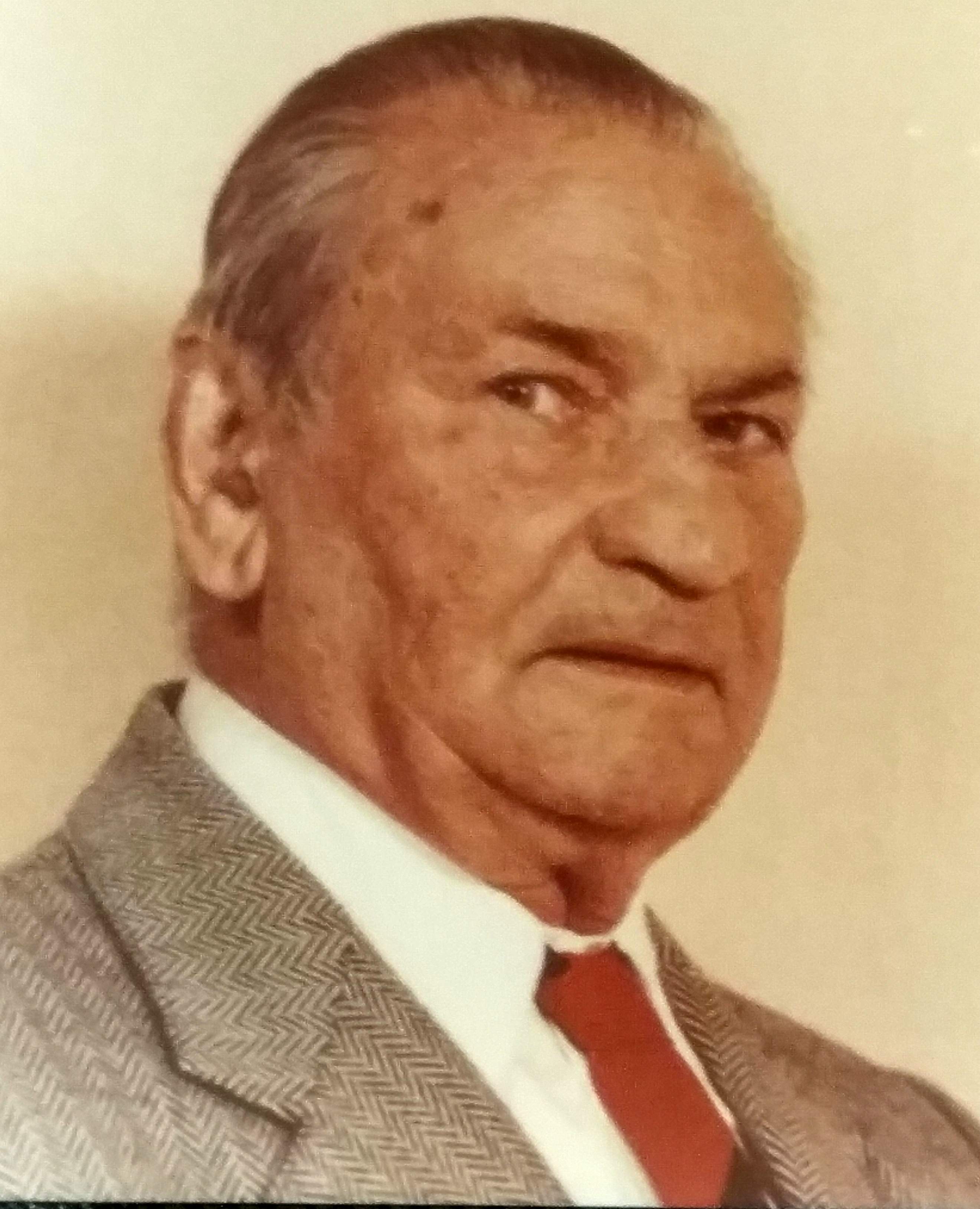
Erich Fähling (1979)

Fähling lernte Schriftsetzer und wuchs im sogenannten „Roten Wedding“ in der Hussitenstraße 62 in der Gegend um die Kösliner Straße in Berlin-Wedding auf. Er war in den Zeiten des Nationalsozialismus in zweiter Ehe mit Marie Luise Fähling verheiratet, welche im Jahre 1933 als eine von drei Frauen im KZ Oranienburg interniert war. Eigentliche Zielperson dieser Inhaftierung war jedoch Erich Fähling.
Spätestens ab 1933 war Fähling zunächst für die Sozialistische Arbeiterpartei Deutschlands  (SAPD) illegal aktiv und koordinierte deren Betriebsarbeit in Berlin. Am 31. Januar 1936 wurde er verhaftet, im September zusammen mit Wolfgang Knabe und Gerhard Beyer wegen Vorbereitung eines hochverräterischen Unternehmens vor Gericht gestellt und zu 21 Monate Zuchthaus verurteilt, die er im Zuchthaus Brandenburg-Görden absaß. Man hatte ihnen vorgeworfen, zwei untergetauchte Funktionäre bei sich aufgenommen und zur Flucht verholfen zu haben.
Später war Fähling dann für die KPD illegal tätig. Er führte seinen Kollegen Gustav Wegener mit den kommunistischen Funktionären Anton Saefkow und Franz Jacob zusammen.
Die von Saefkow, Jacob und Bernhard Bästlein gegründete „Saefkow-Jacob-Bästlein-Organisation“ (SJB-Gruppe), auch bekannt als Bewegung „Freies Deutschland“, gehörte zu den größten Widerstandsorganisationen aus der Arbeiterbewegung, die in der Endzeit des Naziregimes im Berliner Stadtbereich aktiv war. Ein wesentlicher Schwerpunkt der illegalen Tätigkeit der SJB-Organisation war der Aufbau von illegalen Betriebsgruppen – vor allem in der Rüstungsindustrie. Zur Unterstützung dieser Betriebsgruppen hatten die Organisatoren Instrukteure eingesetzt, die die Betriebe mit Flugschriften und anderen Materialien versorgten und Rückkopplung ermöglichten. Fähling als einer der Instrukteure, der als Schriftsetzer in der Buch- und Offsetdruckerei Bertinetti beschäftigt war, stieß 1943 zur SJB-Gruppe und hielt die Verbindung zu Betrieben im Berliner Osten, vor allem zu Hasse & Wrede in Berlin-Marzahn, zur Siemens Plania AG und zu Osram Warschauer Brücke. Als Fachmann brachte er sich auch in den Herstellungsprozess von Flugblättern ein und war an der Beschaffung einer Druckmaschine für die Organisation beteiligt. Zu den Instrukteuren gehörten unter anderem auch Wilhelm Moll (Siemens & Halske), Hermann Michaelis (Siemens-Betriebsgruppen) und Gustav Wegener (Askania Werke, AEG, Bosse, Kabelwerk Schönow, Bramo Basdorf u. a.).
Seit Sommer 1943 wirkte Fähling als Kadergruppenleiter unter Saefkow, Jacob und Emrich in der erweiterten KPD-Bezirksleitung von Berlin mit. Etwa 100 Männer und Frauen, darunter fast alle Funktionäre, waren unter einem Decknamen illegal tätig. Von einer Mitgliederkassierung wurde abgesehen; entstehende Kosten (für Flugschriften, Unterhalt Illegaler u. a.) wurden durch Geldsammlungen, Spenden und z. T. über Schwarzmarktgeschäfte gedeckt. Bis 1945 inhaftierte die Gestapo mehrere hundert kommunistische Widerstandskämpfer im Raum Berlin und anderswo. Mehr als 100 Männer und Frauen, unter ihnen auch Fähling, konnten untertauchen und entgingen somit der Festnahme.
Seit 1945 lebte Fähling in West-Berlin und war bis zu seinem Tode Mitglied in der Sozialistischen Einheitspartei Westberlins (SEW), eine mit der SED und der DKP eng verbundene und von der SED angeleitete und finanzierte kommunistische Partei in West-Berlin. Fähling war Schwiegervater des Historikers, Archivars und ehemaligen Direktor des Geheimen Staatsarchivs Preußischer Kulturbesitz in Berlin Werner Vogel.